# Alain Bosquet

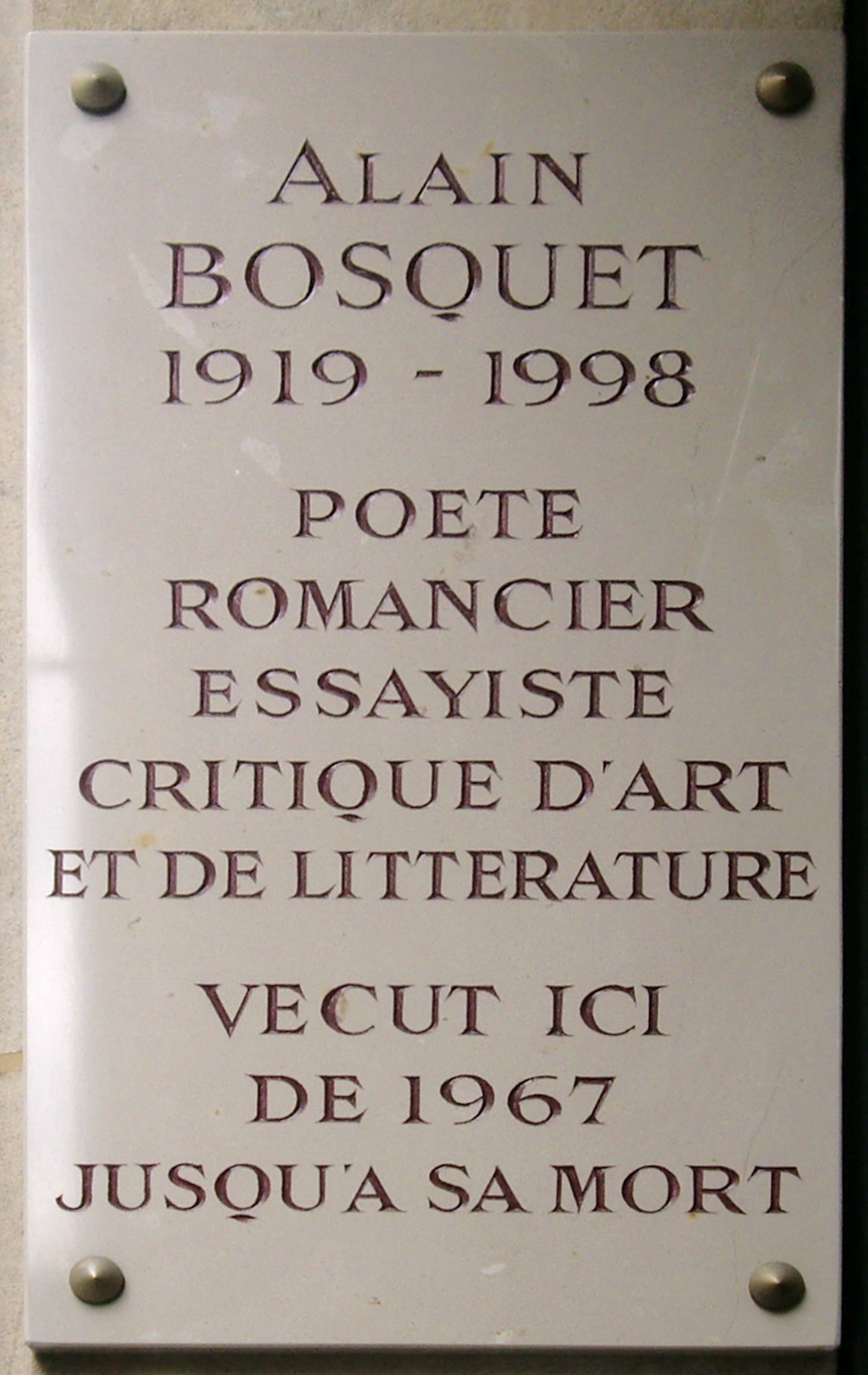
Gedenktafel in Paris (Rue Laborde 32)

Alain Bosquet (* 28. März 1919 in Odessa; † 17. März 1998 in Paris) war ein russisch-französischer Dichter, Schriftsteller, Übersetzer und Essayist.

## Leben und Werk
Anatol Bisk (auch: Anatole Bisque, Pseudonym: Alain Bosquet) ging mit seinen Eltern von Odessa über Bulgarien nach Belgien und studierte in Brüssel romanische Philologie. Er wurde belgischer Soldat, wechselte in Nordafrika in die französische Armee, studierte ab 1940 an der Universität Montpellier und kämpfte in der Résistance. 1941 ging er nach New York und arbeitete für die gaullistische Zeitschrift La Voix de la France. 1943–1945 ging er mit der US-amerikanischen Armee über London nach Berlin und blieb dort fünf Jahre als Dolmetscher beim Alliierten Kontrollrat. Ab 1951 lebte er als Literat in Paris, war Lektor in Verlagen und veröffentlichte zahlreiche Gedichtbände und Romane sowie Literaturkritik in allen wichtigen Zeitungen, daneben Übersetzungen aus mehreren Sprachen. Sein Roman Une mère russe von 1978 wurde besonders bekannt. 1980 erhielt er (zuvor US-Amerikaner) die französische Staatsbürgerschaft. 1986 wurde er in die Académie royale de langue et de littérature françaises de Belgique gewählt. Als er 1998 im Alter von 78 Jahren starb, hinterließ er zahlreiche Manuskripte, die noch bis 2006 veröffentlicht wurden. Er schrieb insgesamt 50 Bücher. Seine gesammelte Dichtung umfasst 900 Seiten. Nur wenige seiner Texte wurden ins Deutsche übersetzt, darunter der Roman La confession mexicaine von 1965 (Prix Interallié 1965). Die Académie française verlieh ihm 1968 den Grand Prix de Poésie und 1978 den Grand Prix du Roman.

## Werke (Auswahl)

### Gesammelte Dichtung
- Je ne suis pas un poète d’eau douce. Poésies complètes. Gallimard, Paris 1996.

### Gesammelte Aphorismen
- La fable et le fouet. Suivi de Le gardien des rosées. Aphorismes. Gallimard, Paris 1995.

### Werke, soweit deutsch vorhanden
- (Hrsg.) Surrealismus. 1924–1949. Texte und Kritik, Henssel, Berlin 1950.
- A la Mémoire de ma planète. Sagittaire, Paris 1948. (Gedichte)
  - (deutsch) Meinem Planeten zum Gedächtnis. Henssel, Berlin 1949.
- J’écrirai ce poème. Bläschke, Darmstadt 1965. (Dichtung F–D, übersetzt von Walter Helmut Fritz)
- La confession mexicaine. Grasset, Paris 1965. (Roman)
  - (deutsch) Die Sonne ist weiß wie die Zeit, wenn sie stillsteht. Bechtle, München 1967. (übersetzt von Herbert Schlüter)
- Eines Tages nach dem Leben. Heiderhoff, Waldbrunn 1983. (Gedichte, übersetzt von Eliane Blüher)
- Marlène Dietrich. Un amour par téléphone. Différence, Paris 1992, 2002.
  - (deutsch) Marlene Dietrich Eine Liebe am Telefon, Bäßler, Berlin 2007.

### Übersetzer
- Les 100 plus belles pages de Emily Dickinson. P. Belfond, Paris 1984.
- Denise Levertov: Poèmes. Actes Sud, Arles 1989.
- William Jay Smith: Primitif américain. Poèmes. Belfond, Paris 1993.
- Herman Melville: 33 poèmes. Le Cherche midi, Paris 1997.
- Richard Wilbur: Le beau qui change. Poèmes. Éd. de la Différence, Paris 2001.
- (aus dem Deutschen, Englischen, Griechischen, Rumänischen, Russischen, Serbokroatischen) Pour le plaisir. Anthologie. Poèmes. La Différence, Paris 2002.
- Gottfried Benn: Cerveaux. Hrsg. Éryck de Rubercy. La Différence, Paris 2006.

### Weitere Werke
- Lettre à mon père qui aurait eu cent ans. Gallimard, Paris 1986, 1990.
- Un détenu à Auschwitz. Quatre scènes. Gallimard, 1991. (Kafka in Auschwitz)
- Les trente premières années. Grasset, Paris 1993. (autobiographisch)
- Un départ. Roman. Gallimard, Paris 1999. (in Vorausschau seines Todes)